# Johann Koerbecke
Johann Koerbecke (* um 1415–20 in Coesfeld oder Münster; † 13. Juni 1491 in Münster) war ein westfälischer Maler der Spätgotik, der in Münster wirkte.

## Leben und Werk
Johann Koerbecke ist in Münster ab 1446 nachweisbar. Das seit 1471 bewohnte Haus, gelegen in der zur Aa führenden Sackgasse  Wegesende, verkaufte seine Witwe Else um 1495 an den Bildhauer Heinrich Brabender.
Koerbeke war ein Vertreter der westfälischen Schule der Malerei. Sein farbenfrohes Werk folgt auf Conrad von Soest und baut stilistisch auf diesen und Stefan Lochner auf. Es wird vermutet, dass er mit dem Meister des Schöppinger Altars, aber auch mit dem Meister von 1473 in Münster zusammengearbeitet hat.

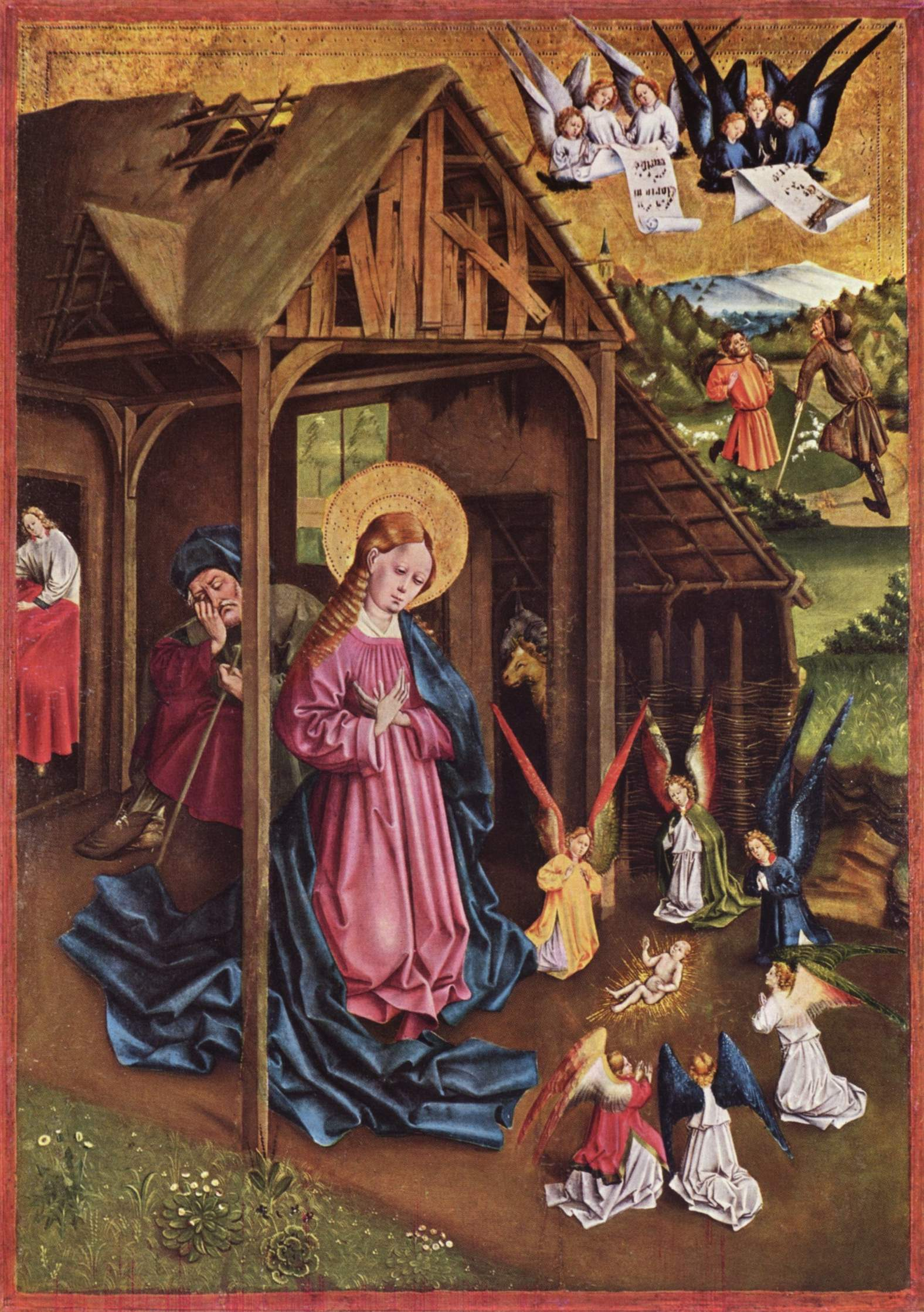
Geburt Christi, 1457, Teil des Marienfelder Altars

Als Hauptwerk von Koerbecke gilt der Marienfelder Altar von 1457 aus dem Kloster Marienfeld. Dies ist ein Flügelaltar, dessen 16 Bildtafeln weltweit in Museen verstreut sind. Sechs der Tafeln sind im LWL-Landesmuseum für Kunst und Kulturgeschichte in Münster ausgestellt. Hier wird auch der Mittelteil des Amelsbürener Altars gezeigt, der von Koerbecke stammt. Als eines der ersten Werke werden ihm zwei Flügel des Langenhorster Altars (zwischen 1440 und 1450) mit je vier Passionsszenen zugeschrieben, die ebenfalls im Landesmuseum ausgestellt sind.